# Мамина юность
«Ма́мина ю́ность» — четвёртый и последний студийный альбом украинского музыкального коллектива «Lюk».
Музыканты заявили, что в новом альбома будет меньше лаунжа и больше рок-музыки. Запись, сведение и мастеринг проходили на киевской студии «211» под руководством Виталия Телезина, ставшего саунд-продюсером альбома. Среди участников записи — вокалист группы «…и Друг Мой Грузовик» Антон Слепаков, который был соавтором текста и исполнил мужскую партию в песне «Митхун Чакраборти».
Песни исполняются на русском, украинском, французском и итальянском языках. В композиции «Tribute to Shostakovich» можно услышать голос Дмитрия Шостаковича, записанный во время его радиообращения к слушателям в блокадном Ленинграде.

## Список композиций
| №   | Название                  | Длительность |
| --- | ------------------------- | ------------ |
| 1.  | «Друг»                    | 3:47         |
| 2.  | «Нафта»                   | 3:35         |
| 3.  | «Митхун Чакраборти»       | 3:57         |
| 4.  | «Le petrole 27»           | 4:16         |
| 5.  | «Олени»                   | 3:08         |
| 6.  | «Дама из Праги»           | 4:05         |
| 7.  | «Байкалы, Амуры»          | 4:39         |
| 8.  | «Зима»                    | 3:20         |
| 9.  | «Porno»                   | 3:34         |
| 10. | «Антон»                   | 3:43         |
| 11. | «L’emozzione»             | 3:43         |
| 12. | «Время внутри»            | 4:03         |
| 13. | «Tribute to Shostakovich» | 2:39         |

## Участники
- Ольга Герасимова — вокал
- Олег Сердюк — клавишные, электроперкуссия, виртуальные инструменты
- Александр Кратинов — ударные
- Сергей Бельмас — бас-гитара
- Валентин Панюта — гитара